# Karta kredytowa

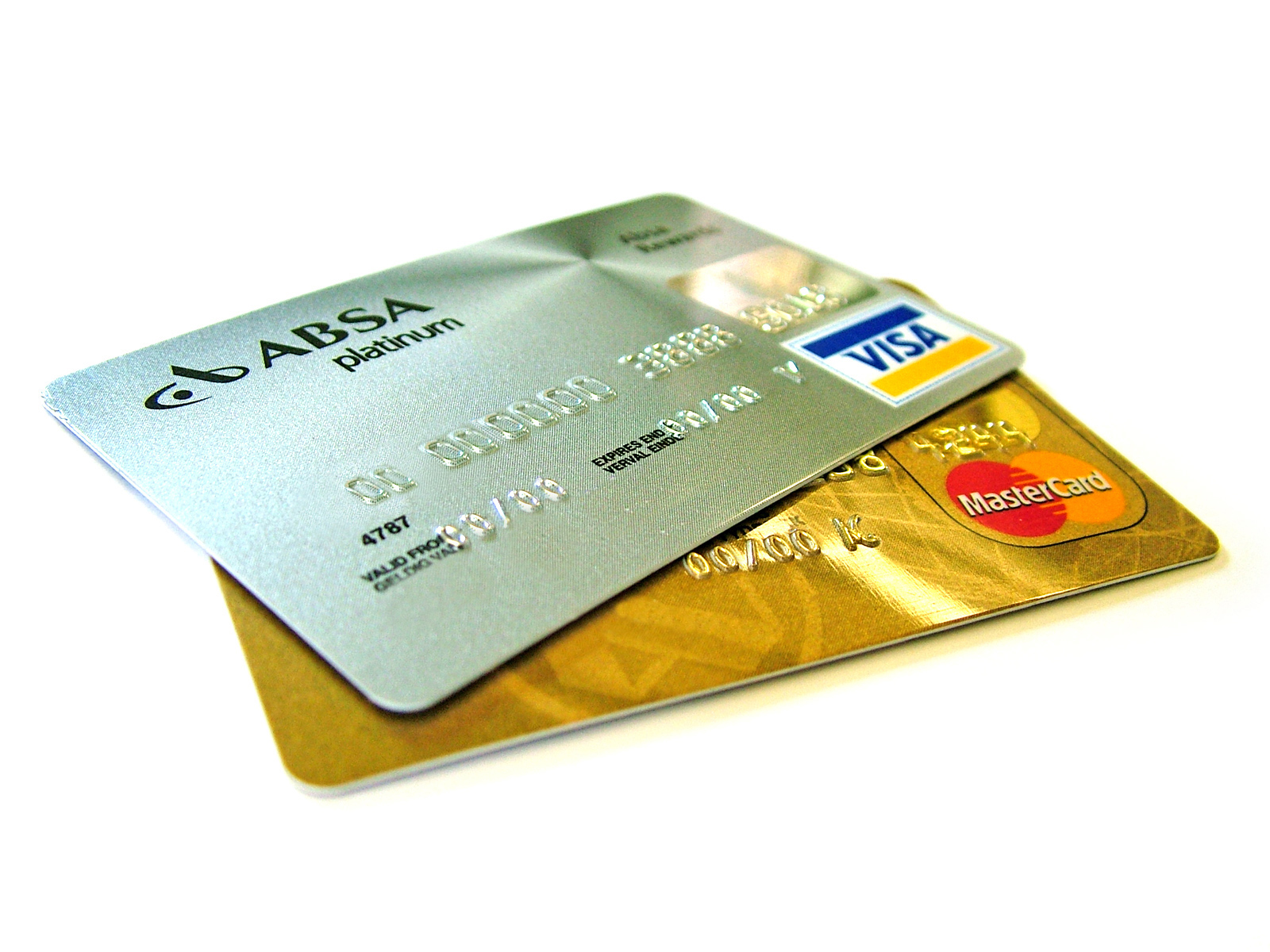
Karty kredytowe (na górze Visa, na dole karta Mastercard)

Karta kredytowa – karta płatnicza, której wydanie jest związane z przyznaniem limitu kredytowego przez wydawcę karty, np. bank. W związku z tym najczęściej weryfikowana jest zdolność kredytowa klienta wnioskującego o przyznanie karty. Operacje wykonane przez posiadacza karty rozliczane są w ramach przyznanego limitu.
Zwykle do wydania karty kredytowej nie jest potrzebne posiadanie rachunku płatniczego u wydawcy. Okresowo (co miesiąc) wydawca karty (np. bank) przysyła posiadaczowi karty wyciąg (zestawienie transakcji) z dokonanych operacji wraz z informacjami dotyczącymi spłaty. Limit kredytowy związany z kartą jest zazwyczaj oprocentowany wyżej niż linie kredytowe przyznawane do rachunków bieżących/oszczędnościowo-rozliczeniowych. Maksymalne oprocentowanie kart kredytowych w Polsce nie może jednak przekroczyć 4-krotność stopy lombardowej, ustalanej przez Radę Polityki Pieniężnej.

## Karta kredytowa a karta debetowa
Karta kredytowa, jak i karta debetowa służą do płacenia za zakupy w sklepie stacjonarnym i internetowym. Można nimi wypłacać środki, choć karta kredytowa ma najczęściej wyższe prowizje.
Karta debetowa przypisana jest do konta osobistego. Przy dokonywaniu transakcji za pomocą karty debetowej lub wypłacaniu nią pieniędzy z bankomatu, kwota do zapłaty jest pobierana z przypisanego do niej konta. Karta kredytowa natomiast nie jest powiązana z kontem bankowym – jest to rodzaj kredytu, z którego właściciel karty korzysta do wysokości przyznanego limitu.

## Okres bezodsetkowy
Transakcja kartą kredytową oznacza transakcję płatniczą realizowaną w oparciu o kartę, w wyniku której płatnik zostaje w całości lub w części obciążony kwotą transakcji w ustalonym wcześniej konkretnym terminie w miesiącu kalendarzowym, zgodnie z wcześniej ustalonym limitem kredytowym, z odsetkami lub bez.
Z kartą kredytową związany jest okres bezodsetkowy (grace period). Oznacza to, że jeżeli posiadacz karty spłaci 100% zadłużenia wykazanego przez bank na zestawieniu transakcji, to nie zapłaci odsetek od kredytu kartowego. Grace period dotyczy tylko transakcji bezgotówkowych. Od transakcji wypłaty gotówki, np. w bankomatach, odsetki trzeba zapłacić w każdym przypadku (za każdy dzień od dnia wypłaty środków). W przypadku transakcji gotówkowych zazwyczaj doliczana jest też prowizja.
Spora część banków oferujących karty kredytowe, oprócz zadłużania się w ramach przyznanego limitu kredytowego, pozwala na rozbicie pożyczonej kwoty na raty. Klient może rozbić posiadane zadłużenie na okres od 3 do nawet 60 miesięcy, spłacając jedynie minimalną kwotę ustaloną z bankiem. Za rozłożenie zadłużenia na miesięczne raty bank pobiera najczęściej dodatkową opłatę.
Posiadacz karty kredytowej korzysta z karty głównej. Możliwe jest wyrobienie dodatkowej karty kredytowej, z której korzystać będzie inna osoba bez konieczności posiadania zdolności kredytowej, gdyż użytkownik dodatkowej karty kredytowej korzysta z limitu kredytowego przyznanego dla głównej karty kredytowej. Odpowiedzialność za spłatę limitu kredytowego ponosi posiadacz głównej karty kredytowej.
Banki mogą naliczać opłaty za posiadanie karty kredytowej nawet w przypadku, jeśli posiadacz karty w ogóle nie korzysta z przyznanego limitu kredytowego. Motywem zachęcającym klientów do posiadania kart kredytowych są proponowane przez wydawców kart systemy premiowe, np. różnego rodzaju programy punktowe, w których klient za każdą wykonaną kartą kredytową transakcję otrzymuje punkty wymienne na nagrody.